# Bóng rổ tại Đại hội Thể thao Đông Nam Á 2023
Bóng rổ là một trong những môn thể thao được tranh tài tại Đại hội Thể thao Đông Nam Á 2023 ở Campuchia, được tổ chức từ ngày 6 ngày 16 tháng 5 năm 2023 tại Trung tâm thể thao trong nhà Morodok Techo.

## Các quốc gia tham dự
| Quốc gia               | 5x5 | 5x5 | 3x3 | 3x3 |
| Quốc gia               | Nam | Nữ  | Nam | Nữ  |
| ---------------------- | --- | --- | --- | --- |
| Campuchia              | Yes | Yes | Yes | Yes |
| Indonesia              | Yes | Yes | Yes | Yes |
| Malaysia               | Yes | Yes | Yes | Yes |
| Myanmar                | Yes | No  | Yes | Yes |
| Philippines            | Yes | Yes | Yes | Yes |
| Singapore              | Yes | Yes | Yes | Yes |
| Thái Lan               | Yes | Yes | Yes | Yes |
| Việt Nam               | Yes | Yes | Yes | Yes |
| Tổng cộng : 8 Quốc gia | 8   | 7   | 8   | 8   |

## Danh Sách Huy Chương
| Nội dung | Vàng | Bạc | Đồng |
| -------- | --- | --- | --- |
| 5x5 Nam  | Philippines · Mason Amos · Justin Brownlee · Marcio Lassiter · Jerom Lastimosa · Chris Newsome · Calvin Oftana · CJ Perez · Michael Phillips · Chris Ross · Brandon Ganuelas-Rosser · Christian Standhardinger · Arvin Tolentino                                                                       | Campuchia · Somoeur Chanyvathana · Chin Sophana · Anthony Dominic Dar · Darrin Dorsey · Darius Henderson · Joseph Hoeup · Oscar Lopes · Dwayne Morgan · Pek Mith · Brandon Peterson · Sayeed Pridgett · Toun Sopheen                                            | Thái Lan · Antonio Price Soonthornchote · Frederick Lee Jones Lish · Moses Morgan · Chanatip Jakrawan · Nattakarn Muangboon · Nakorn Jaisanuk · Arnat Phuangla · Anasawee Klaewnarong · Manatsawee Booddoung · Tyler Lamb · Martin Breunig · Jakongmee Morgan |
| 5x5 Nữ   | Indonesia · Adelaide Callista Wongsohardjo · Agustin Elya Gradita Retong · Clarita Antonio · Dewa Ayu Made Sriartha Kusuma · Dyah Lestari · Henny Sutjiono · Kadek Pratita Citta Dewi · Kimberley Pierre-Louis · Nathania Claresta Orville · Peyton Whitted · Priscilla Annabel Karen · Yuni Anggraeni | Philippines · France Mae Cabinbin · Janine Pontejos · Jack Animam · Clare Saquing Castro · Camille Clarin · Ana Katrina Castillo · Afril Bernardino · Ella Fajardo · Angelica Marie Surada · Stefanie Ann Berberabe · Katrina Guytingco · Marizze Andrea Tongco | Malaysia · Wei Yin Saw · Kalaimathi Rajintiran · Hui Pin Pang · Yin Yin Chong · Fook Yee Yap · Sin Jie Tan · Mun Yi Chia · Phei Ling Lee · Poh Yee Ooi · Magdelene Low · Nur Izzati Yaakob · Suet Ying Foo                                                    |
| 3×3 Nam  | Campuchia · Darrin Dorsey · Brandon Jerome Peterson · Sayeed Pridgett · Tep Chhorath | Philippines · Almond Vosotros · Joseph Barco Sedurifa · Joseph Eriobu · Lervin Yambao Flores | Thái Lan · Antonio Price Soonthornchote · Chanatip Jakkrawan · Frederick Lee Jones Lish · Moses Morgan |
| 3×3 Nữ   | Việt Nam · Trương Thảo My · Trương Thảo Vy · Huỳnh Thị Ngoan · Nguyễn Thị Tiểu Duy | Philippines · Afril Bernardino · Jack Animam · Janine Pontejos · Mikka Wamil Cacho | Indonesia · Adelaide Callista Wongsohardjo · Agustin Elya Gradita Retong · Dyah Lestari · Kimberley Pierre-Louis |

## Bảng huy chương
| Hạng               | Đoàn               | Vàng | Bạc | Đồng | Tổng số |
| ------------------ | ------------------ | ---- | --- | ---- | ------- |
| 1                  | Philippines (PHI)  | 1    | 3   | 0    | 4       |
| 2                  | Campuchia (CAM)    | 1    | 1   | 0    | 2       |
| 3                  | Indonesia (INA)    | 1    | 0   | 1    | 2       |
| 4                  | Việt Nam (VIE)     | 1    | 0   | 0    | 1       |
| 5                  | Thái Lan (THA)     | 0    | 0   | 2    | 2       |
| 6                  | Malaysia (MAS)     | 0    | 0   | 1    | 1       |
| Tổng số (6 đơn vị) | Tổng số (6 đơn vị) | 4    | 4   | 4    | 12      |